# McLean (Familienname)
McLean ist ein englischer Familienname.

## Namensträger

### A
- Alexander McLean (Ruderer) (* 1950), neuseeländischer Ruderer
- Alexander James McLean (* 1978), US-amerikanischer Sänger und Mitglied der Backstreet Boys, siehe AJ McLean
- Allan McLean (1840–1911), australischer Politiker
- Alney McLean (1779–1841), US-amerikanischer Politiker
- Angela McLean (Biologin) (* 1961), britische Biologin
- Angela McLean (* 1970), US-amerikanische Politikerin
- Angus Wilton McLean (1870–1935), US-amerikanischer Politiker
- Archibald Lang McLean (1885–1922), australischer Bakteriologe, Mediziner und Polarforscher

### B
- Barbara McLean (1903–1996), US-amerikanische Filmeditorin
- Barney McLean (1917–2005), US-amerikanischer Skirennläufer
- Bill McLean (1918–1996), australischer Rugby-Union-Spieler
- Bitty McLean (* 1972), britischer Sänger und Songwriter
- Brett McLean (* 1978), kanadischer Eishockeyspieler
- Brian McLean (Filmschaffender), US-amerikanischer Filmschaffender
- Brian McLean (Fußballspieler) (* 1985), nordirischer Fußballspieler und -trainer
- Bruce McLean (* 1944), britischer Plastiker, Maler und Performancekünstler

### C
- Chevron McLean (* 1996), vincentischer Fußballspieler

### D
- David McLean (Fußballspieler, 1884) (1884–1951), schottischer Fußballspieler und -trainer
- David McLean (Fußballspieler, 1890) (1890–1967), schottischer Fußballspieler
- David McLean (Schauspieler) (1922–1995), US-amerikanischer Schauspieler
- David McLean (Fußballspieler, 1957) (* 1957), englischer Fußballspieler
- David McLean (Radsportler) (* 1984), britischer Radsportler
- Denis McLean (1930–2011), neuseeländischer Diplomat, Hochschullehrer und Autor
- Don McLean (* 1945), US-amerikanischer Sänger und Komponist
- Donald McLean (Pelzhändler) (1805–1864), schottischer Pelzhändler im Dienst der Hudson’s Bay Company
- Donald McLean (Politiker) (1820–1877), neuseeländischer Politiker
- Donald McLean (Physiker) († 2017), Physiker
- Donald McLean (Segler) (* 1955), Segler der Cayman Islands
- Donald A. McLean (1907–1973), kanadischer Politiker
- Donald H. McLean (1884–1975), amerikanischer Jurist und Politiker
- Duncan McLean (Fußballspieler, 1868) (1868–1941), schottischer Fußballspieler
- Duncan McLean (Fußballspieler, 1874) (1874–1965), schottischer Fußballspieler
- Duncan McLean (Schriftsteller) (* 1964), schottischer Schriftsteller

### E
- Edward Cochrane McLean (1903–1972), US-amerikanischer Jurist
- Eric McLean (1919–2002), kanadischer Journalist und Musikkritiker
- Ernest McLean (1926–2012), US-amerikanischer Gitarrist
- Errol McLean (* 1952), guyanischer Radrennfahrer
- Evalyn Walsh McLean (1886–1947), US-amerikanische Unternehmerstochter, Besitzerin des Hope-Diamanten

### F
- Finis McLean (1806–1881), US-amerikanischer Politiker
- Fred McLean (1893–1971), kanadischer Eishockeyspieler und -trainer

### G
- George McLean, eigentlicher Name von Tatanga Mani (1870–1967), kanadischer Häuptling der Stoney, siehe Stoney (Volk) #Tatanga Mani
- George McLean (Golfspieler) (1893–1951), US-amerikanischer Golfspieler
- George McLean (Fußballspieler, 1897) (1897–1970), schottischer Fußballspieler
- George McLean (Fußballspieler, 1937) (* 1937), schottischer Fußballspieler
- George McLean (Fußballspieler, 1943) (* 1943), schottischer Fußballspieler
- George P. McLean (1857–1932), US-amerikanischer Politiker
- Greg McLean, australischer Regisseur, Drehbuchautor und Produzent

### H
- Hans Hartmann-McLean (1862–1946), deutscher Bildhauer, Medailleur und Hochschullehrer
- Haseem McLean (1987), Radsportler aus Trinidad und Tobago
- Heather McLean (* 1993), kanadische Eisschnellläuferin
- Hugh McLean (Organist) (1930–2017), kanadischer Organist und Pianist
- Hugh McLean (Schauspieler) (* 1930), US-amerikanischer Schauspieler

### J
- Jackie McLean (1931–2006), US-amerikanischer Jazzmusiker
- Jamel McLean (* 1988), US-amerikanischer Basketballspieler
- James McLean (Mobster) (1930–1965), irisch-amerikanischer Mobster
- James McLean (Fußballspieler) (1934–1995), schottischer Fußballspieler
- James McLean (Sänger) (* um 1960), kanadischer Opernsänger (Tenor)
- James Hamilton McLean (1936–2016), US-amerikanischer Zoologe
- James Henry McLean (1829–1886), US-amerikanischer Politiker
- James Robert McLean (1823–1870), US-amerikanischer Jurist, konföderierter Politiker und Offizier
- Jane McLean, Schauspielerin
- Jay McLean (1890–1957), US-amerikanischer Mediziner
- Jeff McLean (* 1969), kanadischer Eishockeyspieler
- Jeffrey McLean (1947–2010), walisischer Rugby-Union-Spieler
- Jimmy McLean (Fußballspieler, 1877) (James McLean; 1877–1914), englischer Fußballspieler
- Jimmy McLean (Fußballspieler, 1880) (James McLean; 1880–1947), schottischer Fußballspieler
- Jimmy McLean (Fußballspieler, 1881) (James T. McLean; 1881–??), schottischer Fußballspieler
- John McLean (Politiker, 1785) (1785–1861), US-amerikanischer Jurist und Politiker (Ohio), Postminister
- John McLean (Politiker, 1791) (1791–1830), US-amerikanischer Politiker (Illinois)
- John McLean Jr. (1793–1858), US-amerikanischer Politiker (New York)
- John McLean (Politiker, 1818) (1818–1902), neuseeländischer Politiker
- John McLean (Politiker, 1846) (1846–1936), kanadischer Politiker
- John McLean (Ruderer) (1859–1925), australischer Ruderer
- John McLean (Leichtathlet) (1878–1955), US-amerikanischer Leichtathlet
- Jordan McLean, US-amerikanischer Trompeter, Bandleader, Komponist und Musikpädagoge
- Joshua McLean (* 1998), australischer Radrennfahrer

### K
- Kenneth McLean (1896–1987), britischer Generalleutnant
- Kenny McLean (* 1992), schottischer Fußballspieler
- Kirk McLean (* 1966), kanadischer Eishockeyspieler
- Kurtis McLean (* 1980), kanadischer Eishockeyspieler

### L
- Lauren McLean (* 1974), US-amerikanische Politikerin
- Lenny McLean (1949–1998), englischer Boxer, Türsteher und Krimineller
- Levanna McLean, britische DJ und Tänzerin
- Louie McLean (1900–1932), britische Motorradrennfahrerin
- Luke McLean (* 1987), australisch-italienischer Rugby-Union-Spieler

### M
- Malcom McLean (1913–2001), US-amerikanischer Transportunternehmer und Erfinder
- Matthew McLean (* 1988), US-amerikanischer Schwimmer
- Michelle McLean-Bailey (* 1972), namibisches Fotomodell

### P
- Paul McLean (Politiker, 1937) (* 1937), australischer Politiker
- Paul McLean (Rugbyspieler) (* 1953), australischer Rugby-Union-Spieler und -Funktionär
- Paul McLean (Politiker, II), nordirischer Politiker
- Paul McLean (Fußballspieler, 1964) (* 1964), schottischer Fußballspieler
- Paul McLean (Fußballspieler, 1990) (* 1990), schottischer Fußballspieler
- Peggy McLean († 2013), US-amerikanische Tischtennisspielerin
- Penny McLean (* 1946), österreichische Sängerin und Autorin
- Phil McLean (1923–1993), US-amerikanischer Discjockey

### R
- René McLean (* 1946), US-amerikanischer Jazzmusiker
- Richard McLean (1934–2014), US-amerikanischer Maler
- Ronald McLean (1881–1941), britischer Turner
- Roy McLean (1930–2007), südafrikanischer Cricketspieler

### S
- Samuel McLean (1826–1877), US-amerikanischer Politiker
- Shauna McLean (* 1983), Schauspielerin
- Steven McLean (* 1981), schottischer Fußballschiedsrichter

### T
- Tommy McLean (* 1947), schottischer Fußballspieler und -trainer

### W
- Walter McLean (* 1936), presbyterianischer Geistlicher und Politiker
- William McLean (Politiker, 1794) (1794–1839), US-amerikanischer Politiker
- William McLean (Politiker, 1845) (1845–1914), neuseeländischer Politiker
- William McLean (Politiker, 1877) (1877–1967), britischer Politiker
- William Campbell McLean (1854–1944), US-amerikanischer Richter
- William P. McLean (1836–1925), US-amerikanischer Politiker
- Wilmer McLean (1814–1882), US-amerikanischer Lebensmittelgroßhändler